# Tuia-holandesa
Tuia-holandesa, tuia-limão ou goldcrest é uma árvore conífera de pequeno porte com coloração de suas folhas variando entre verde-limão e dourado. Apreciada em decorrência do aroma cítrico emitido por sua folhagem, é amplamente utilizada como planta decorativa em vasos e jardins.
Por tolerar bem o plantio em vasos e não ser muito exigente quanto ao tipo de solo, é um vegetal bastante demandado para o paisagismo. Contudo os vasos devem ser mantidos em locais ao alcance do Sol, pois estas plantas não toleram a ausência de luminosidade natural por longos períodos, ficando suscetível à contaminação por fungos caso falte iluminação solar direta.

## Nomenclatura popular
Embora tenha a palavra holandesa em seu nome, na verdade esta tuia foi desenvolvida na Inglaterra, tendo como origem espécimes de um pinheiro californiano. A denominação tuia-holandesa tem origem no fato de que um grupo de agricultores holandeses foi o responsável pela introdução e início da comercialização dessa espécie em território brasileiro.
A denominação tuia-limão é decorrente do agradável odor emitido pelas folhas deste pinheiro, uma vez que um aroma cítrico, similar ao apresentado pelo limão-siciliano, é emitido quando se esfrega as mãos entre suas folhas.
Já o nome Goldcrest tem origem na denominação dada em inglês para a variedade deste pinheiro.

## Características
As tuias-holandesas consistem, na verdade, em uma cultivar da cipreste Cupressus macrocarpa, a qual se apresenta muito distinta da planta originária, com porte mais compacto, odor mais marcante e folhas mais claras.
 

Esta tuia apresenta um odor cítrico característico, o qual é mais intensamente emanado por suas folhas quando manuseadas. Este aroma está relacionado à presença de uma substância química denominada tuiona, a qual é produzida pela planta e armazenada em suas folhas. A fragrância cítrica da tuia proporciona uma sensação de frescor e limpeza, tornando-a ideal para utilização como elemento paisagístico em áreas com circulação de pessoas.

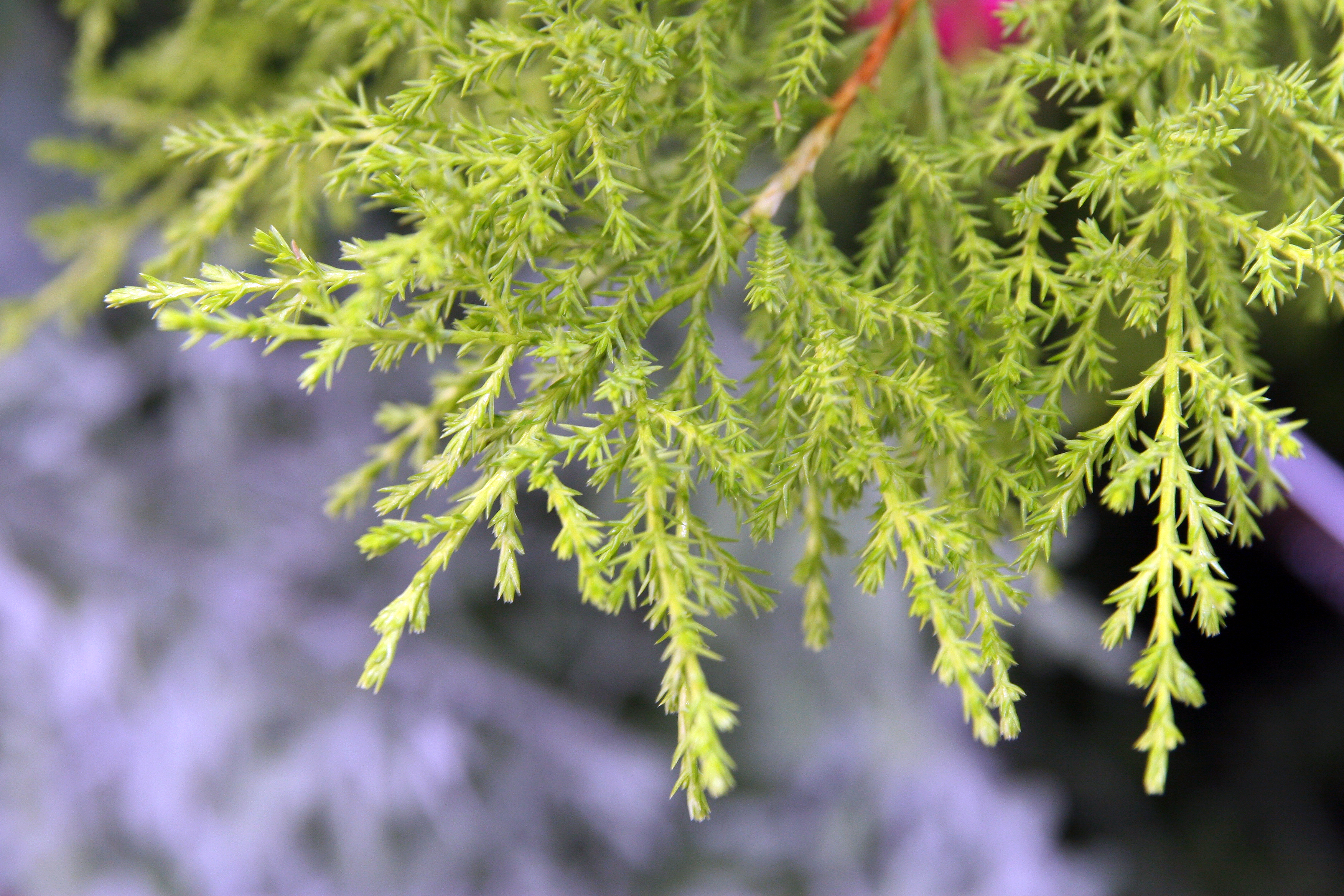
Detalhes das folhas da tuia holandesa

Embora originária de climas mais frios, essa planta se adaptou muito bem aos solos e climas do sul e sudeste brasileiro, sendo muito fácil encontrá-la a venda plantada em vasos de tamanhos diferenciados, disponibilizados em floriculturas e até mesmo em supermercados.
A reprodução é feita por meio de estaquia, em processo envolvendo a retirada de galhos de árvores grandes e sadias, enterrando-os em terra fértil, aguardando cerca de três meses até o surgimento das primeiras raízes.
Na sequência do plantio, a fase de enraizamento da planta se prolonga por cerca de seis meses. Após dois anos, atinge a altura de 40 cm. No terceiro ano o ritmo de crescimento aumenta e chega a 1,5 metro. Sua altura máxima raramente ultrapassa cinco metros. Esta planta aceita leves podas de formação, podendo ter seu tamanho limitado quando desejado.

### Manutenção e cuidados
Trata-se de uma planta fácil de se manter, embora exija regas frequentes. Sua demanda por luminosidade é intensa, devendo preferencialmente ser colocada em locais que recebam de 6 a 8 horas de Sol por dia. O solo deve ser mantido úmido, recebendo água todos os dias, tomando-se o cuidado de não molhar suas folhas, para minimizar o risco de ocorrência de fungos prejudiciais ao vegetal.
Quanto ao clima, costuma desenvolver-se com maior vigor em climas amenos, embora também tolere bem temperaturas mais elevadas, desde que haja abundância de água no solo. Quando plantada em jardins, a tuia-holandesa suporta bem a ocorrência de baixas temperaturas, embora possa sofrer algumas variações em seu aspecto, envolvendo sobretudo alterações na coloração de suas folhas. Já os espécimes mantidos em vasos devem ser levados ao abrigo do frio mais severo durante os dias mais frios do inverno, pois podem não resistir ao episódios de menores temperaturas.

## Usos

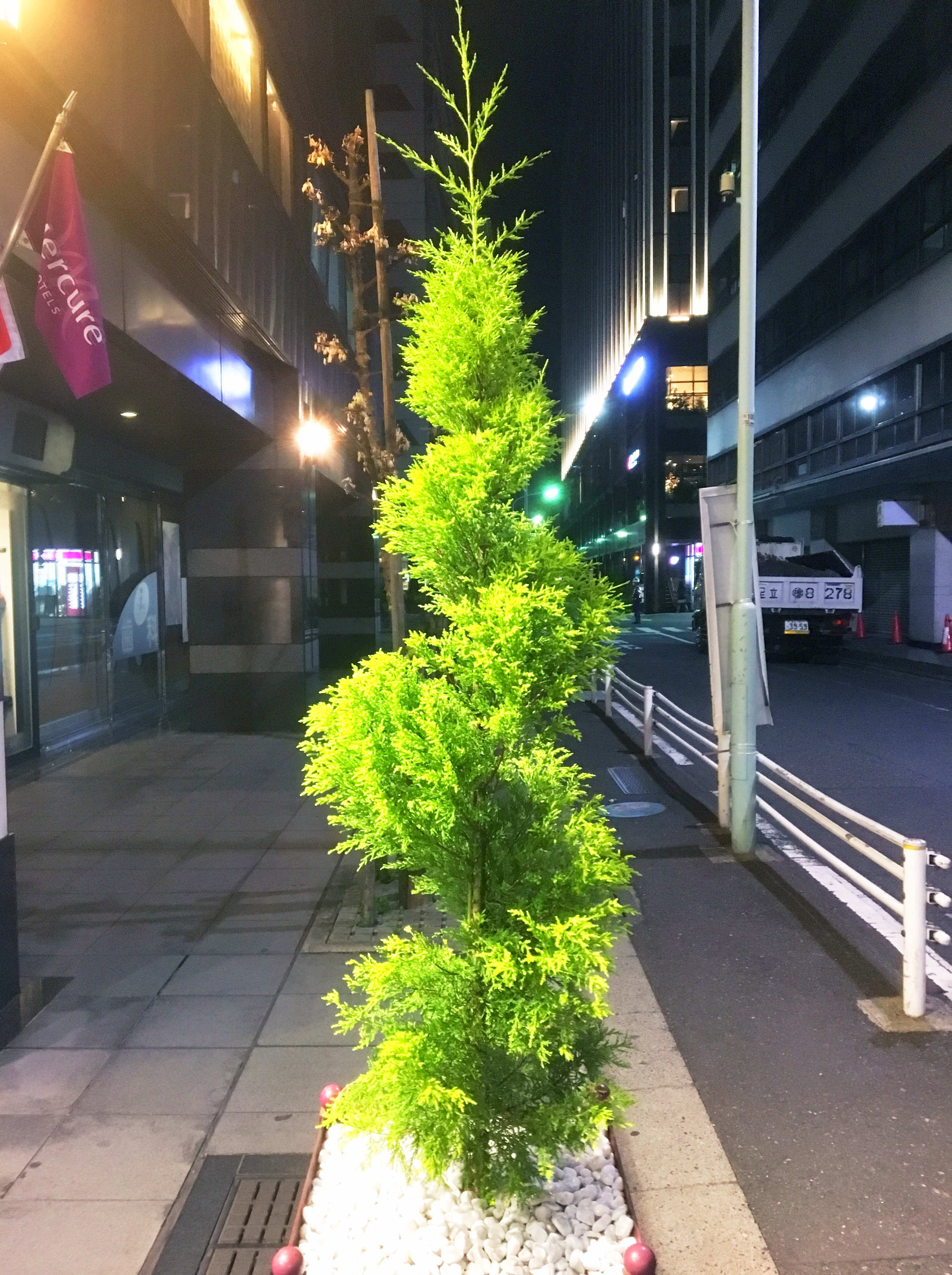
Tuia-holandesa podada com fins decorativos em rua de Tóquio, no Japão

A tuia-holandesa é uma excelente opção para quem busca uma planta ornamental resistente e de fácil cultivo, sendo bastante utilizada em projetos envolvendo jardinagem e paisagismo. Pela beleza da sua folhagem e formato compacto é adequada para plantio em pequenos jardins. Se deixada crescer livremente pode superar 5 metros de altura, mas seu tamanho pode ser controlado por meio de podas dos ramos mais elevados, aceitando inclusive pequenas intervenções para ajustes em sua formação.
O aroma emitido por essa tuia é muito agradável, o que leva muitas pessoas a mantê-las em vasos. O cultivo em vasos é perfeitamente possível, mas ao longo do crescimento a planta deve ser transplantada para vasos maiores, capazes de acomodar suas raízes. Para manutenção da saúde e melhor desenvolvimento desta planta, os vasos devem ser mantidos em locais com incidência direta de luz solar, além de receber adubação e regas frequentes. Também se utiliza o óleo essencial desta planta em incensos ou difusores de ambiente para promover sensação de relaxamento e bem-estar. 
No Brasil é muito popular utilizá-las como árvores de natal. Mantidas em vasos ou plantadas diretamente em jardins, essas plantas são normalmente enfeitadas com bolas coloridas, glitter e pequenas lâmpadas piscantes para marcar as festividades de final de ano. O maior centro de produção de tuias holandesas do Brasil está localizada em Holambra, cidade paulista de colonização holandesa. Tal cultivo apresenta como principal objetivo o abastecimento do mercado no período das festas natalinas, embora também forneça mudas de tuias para utilização durante as demais épocas do ano.